# División de Honor Masculina B de hockey hierba 2022-23
La División de Honor Masculina B de hockey hierba 2022-23 es la temporada 2022-23 de la División de Honor Masculina B de hockey hierba. La disputan dieciséis equipos divididos en dos grupos (1 y 2).

## Equipos
| Equipo                                | Localidad                  | Estadio          |
| ------------------------------------- | -------------------------- | ---------------- |
| Egara 1935                            | Tarrasa                    | Pla del Bon Aire |
| Linia 22 Hockey Club                  | Tarrasa                    |                  |
| SPV Complutense                       | San Sebastián de los Reyes |                  |
| Club Atlético San Sebastián           | San Sebastián              |                  |
| Club Hockey Carpesa                   | Valencia                   |                  |
| Real Sociedad 1927                    | Madrid                     |                  |
| Club Deportivo "Giner de los Ríos"    | Valencia                   |                  |
| Club de Hockey Honigvögel             | Zaragoza                   |                  |
| HC Sant Cugat                         | San Cugat del Vallés       |                  |
| Valles Deportivo                      | Tarrasa                    |                  |
| Pedralbes HC                          | Barcelona                  |                  |
| Íluro Hockey Club                     | Mataró                     |                  |
| Club Hockey Polideportivo Benalmádena | Benalmádena                |                  |
| Club Hockey Barrocás                  | Orense                     |                  |
| Club Hockey Madrid-Las Rozas          | Madrid                     |                  |
| Catalonia Hoquei Club                 | Barcelona                  |                  |

## Fase 1

### Grupo 1
|                                                                 | Equipo                           | Puntos | J  | G  | E | P  | GF | GC | DG  |
| --------------------------------------------------------------- | -------------------------------- | ------ | -- | -- | - | -- | -- | -- | --- |
| 1                                                               | Egara 1935                       | 32     | 14 | 10 | 2 | 2  | 50 | 17 | 33  |
| 2                                                               | Linia 22 Hockey Club             | 26     | 14 | 8  | 2 | 4  | 30 | 25 | 5   |
| 3                                                               | SPV Complutense                  | 25     | 14 | 8  | 1 | 5  | 43 | 43 | 0   |
| 4                                                               | Club Atlético San Sebastián      | 24     | 14 | 8  | 0 | 6  | 38 | 29 | 9   |
| 5                                                               | Club Hockey Carpesa              | 23     | 14 | 7  | 2 | 5  | 33 | 32 | 1   |
| 6                                                               | Real Sociedad 1927               | 17     | 14 | 5  | 2 | 7  | 26 | 34 | -8  |
| 7                                                               | Club Deportivo Giner de los Ríos | 12     | 14 | 4  | 0 | 10 | 24 | 34 | -10 |
| 8                                                               | Club de Hockey Honigvögel        | 4      | 14 | 1  | 1 | 12 | 22 | 52 | -30 |
| Fuente: Federación Española de Hockey; actualización automática |                                  |        |    |    |   |    |    |    |     |

### Grupo 2
|                                                                 | Equipo                                | Puntos | J  | G  | E | P  | GF | GC | DG  |
| --------------------------------------------------------------- | ------------------------------------- | ------ | -- | -- | - | -- | -- | -- | --- |
| 1                                                               | HC Sant Cugat                         | 31     | 14 | 9  | 4 | 1  | 53 | 24 | 29  |
| 2                                                               | Valles Deportivo                      | 31     | 14 | 10 | 1 | 3  | 45 | 24 | 21  |
| 3                                                               | Pedralbes HC                          | 25     | 14 | 7  | 4 | 3  | 35 | 21 | 14  |
| 4                                                               | Íluro Hockey Club                     | 21     | 14 | 6  | 3 | 5  | 25 | 31 | -6  |
| 5                                                               | Club Hockey Polideportivo Benalmádena | 21     | 14 | 6  | 3 | 5  | 32 | 31 | 1   |
| 6                                                               | Club de Hockey Barrocanes             | 15     | 14 | 3  | 6 | 5  | 29 | 33 | -4  |
| 7                                                               | Club Hockey Madrid-Las Rozas          | 12     | 14 | 3  | 3 | 8  | 24 | 34 | -10 |
| 8                                                               | Catalonia Hoquei Club                 | 0      | 14 | 0  | 0 | 14 | 12 | 57 | -45 |
| Fuente: Federación Española de Hockey; actualización automática |                                       |        |    |    |   |    |    |    |     |

## Fase 2
En esta fase, los cuatro primeros del grupo 1 y los cuatro primeros del grupo 2 van al grupo A, mientras que el resto van al grupo B.

### Grupo A
En este grupo, se compite para decidir los enfrentamientos en playoffs, de tal manera que el primero se enfrentará al último, el segundo al penúltimo, etc.
|                                                                 | Equipo                      | Puntos | J  | G  | E | P  | GF | GC | DG  |
| --------------------------------------------------------------- | --------------------------- | ------ | -- | -- | - | -- | -- | -- | --- |
| 1                                                               | HC Sant Cugat               | 35     | 14 | 11 | 2 | 1  | 43 | 22 | 21  |
| 2                                                               | Valles Deportivo            | 31     | 14 | 10 | 1 | 3  | 50 | 32 | 18  |
| 3                                                               | Club Atlético San Sebastián | 23     | 14 | 7  | 2 | 5  | 41 | 36 | 5   |
| 4                                                               | Pedralbes HC                | 22     | 14 | 5  | 7 | 2  | 33 | 30 | 3   |
| 5                                                               | Egara 1935                  | 17     | 14 | 4  | 5 | 5  | 36 | 31 | 5   |
| 6                                                               | Linia 22 Hockey Club        | 11     | 14 | 3  | 2 | 9  | 30 | 40 | -10 |
| 7                                                               | SPV Complutense             | 10     | 14 | 3  | 1 | 10 | 25 | 44 | -19 |
| 8                                                               | Íluro Hockey Club           | 8      | 14 | 2  | 2 | 10 | 24 | 47 | -23 |
| Fuente: Federación Española de Hockey; actualización automática |                             |        |    |    |   |    |    |    |     |

### Grupo B
|                                                                 | Equipo                                | Puntos | J  | G  | E | P  | GF | GC | DG  |
| --------------------------------------------------------------- | ------------------------------------- | ------ | -- | -- | - | -- | -- | -- | --- |
| 1                                                               | Club Hockey Carpesa                   | 31     | 14 | 10 | 1 | 3  | 53 | 27 | 26  |
| 2                                                               | Real Sociedad 1927                    | 30     | 14 | 9  | 3 | 2  | 34 | 21 | 13  |
| 3                                                               | Club Hockey Polideportivo Benalmádena | 23     | 14 | 7  | 2 | 5  | 35 | 30 | 5   |
| 4                                                               | Club Hockey Madrid-Las Rozas          | 22     | 14 | 6  | 4 | 4  | 37 | 26 | 11  |
| 5                                                               | Club Deportivo Giner de los Ríos      | 21     | 14 | 6  | 3 | 5  | 28 | 23 | 5   |
| 6                                                               | Club de Hockey Barrocanes             | 19     | 14 | 5  | 4 | 5  | 33 | 34 | -1  |
| 7                                                               | Club de Hockey Honigvögel             | 10     | 14 | 3  | 1 | 10 | 23 | 46 | -23 |
| 8                                                               | Catalonia Hoquei Club                 | 3      | 14 | 1  | 0 | 13 | 17 | 53 | -36 |
| Fuente: Federación Española de Hockey; actualización automática |                                       |        |    |    |   |    |    |    |     |

## Playoffs
|  | Cuartos de final            | Cuartos de final | Cuartos de final | Cuartos de final |                             |       | Semifinales | Semifinales |  |               | Final | Final |  |
|  |                             |                  |                  |                  |                             |       |             |             |  |               |       |       |  |
|  |                             |                  |                  |                  |                             |       |             |             |  |               |       |       |  |
|  | Íluro Hockey Club           | 2                | 1                |                  |                             |       |             |             |  |               |       |       |  |
|  | Íluro Hockey Club           | 2                | 1                |                  |                             |       |             |             |  |               |       |       |  |
|  | HC Sant Cugat               | 4                | 5                |                  |                             |       |             |             |  |               |       |       |  |
|  | HC Sant Cugat               | 4                | 5                |                  | HC Sant Cugat               | 4     |             |             |  |               |       |       |  |
|  |                             |                  |                  |                  | HC Sant Cugat               | 4     |             |             |  |               |       |       |  |
|  |                             |                  | Pedralbes HC     | 2                |                             |       |             |             |  |               |       |       |  |
|  | SPV Complutense             | 3 (3)            | Pedralbes HC     | 2                | 0                           | 3 (4) |             |             |  |               |       |       |  |
|  | SPV Complutense             | 3 (3)            |                  |                  |                             |       |             |             |  |               |       |       |  |
|  | Valles Deportivo            | 3 (0)            | 3                | 3 (2)            |                             |       |             |             |  |               |       |       |  |
|  | Valles Deportivo            | 3 (0)            | 3                | 3 (2)            |                             |       |             |             |  | HC Sant Cugat | 5     |       |  |
|  |                             |                  |                  |                  |                             |       |             |             |  | HC Sant Cugat | 5     |       |  |
|  |                             |                  | SPV Complutense  | 1                |                             |       |             |             |  |               |       |       |  |
|  | Linia 22 Hockey Club        | 0                | SPV Complutense  | 1                | 3                           |       |             |             |  |               |       |       |  |
|  | Linia 22 Hockey Club        | 0                |                  |                  |                             |       |             |             |  |               |       |       |  |
|  | Club Atlético San Sebastián | 2                | 4                |                  |                             |       |             |             |  |               |       |       |  |
|  | Club Atlético San Sebastián | 2                | 4                |                  | Club Atlético San Sebastián | 1     |             |             |  |               |       |       |  |
|  |                             |                  |                  |                  | Club Atlético San Sebastián | 1     |             |             |  |               |       |       |  |
|  |                             |                  | SPV Complutense  | 2                |                             |       |             |             |  |               |       |       |  |
|  | Egara 1935                  | 2 (3)            | SPV Complutense  | 2                | 2                           | 0     |             |             |  |               |       |       |  |
|  | Egara 1935                  | 2 (3)            |                  |                  |                             |       |             |             |  |               |       |       |  |
|  | Pedralbes HC                | 2 (2)            | 3                | 3                |                             |       |             |             |  |               |       |       |  |
|  | Pedralbes HC                | 2 (2)            | 3                | 3                |                             |       |             |             |  |               |       |       |  |
|  |                             |                  |                  |                  |                             |       |             |             |  |               |       |       |  |